# Riocreuxia torulosa
Riocreuxia torulosa är en oleanderväxtart som först beskrevs av Ernst Meyer, och fick sitt nu gällande namn av Joseph Decaisne. Riocreuxia torulosa ingår i släktet Riocreuxia och familjen oleanderväxter. Utöver nominatformen finns också underarten R. t. bolusii.